# Sicilicula borbonica
Sicilicula borbonica är en skalbaggsart som beskrevs av Balfour-browne 1958. Sicilicula borbonica ingår i släktet Sicilicula och familjen vattenbrynsbaggar. Inga underarter finns listade i Catalogue of Life.